# Kan'in-no-miya

La maison Kan'in-no-miya (閑院宮) est la plus récente des quatre shinnōke (branches) de la famille impériale du Japon qui étaient éligibles, jusqu'en 1947, à fournir des successeurs au trône du chrysanthème lorsque la lignée principale n'avait plus d'héritier. Elle est fondée par le prince Naohito, fils de l'empereur Higashiyama.
Craignant l'extinction de la lignée impériale, Arai Hakuseki propose la création d'une nouvelle branche. En 1718, l'empereur retiré Reigen confère à son petit-fils le titre de Kan'in-no-miya ainsi qu'une terre de 1 000 koku. C'est la première des nouvelles branches formées depuis la création de la maison Arisugawa-no-miya en 1625.
Le nom de Kan'in-no-miya vient peut-être du titre du prince Sadamoto, fils de l'antique empereur Seiwa.
La sagesse d'Arai Hakuseki est récompensée lorsque le second Kan'in-no-miya, Sukehito shinnō, succède à l'empereur Go-Momozono, qui n'a qu'une fille, et devient l'empereur Kōkaku.
La lignée Kan'in s'éteint après la mort du cinquième chef, le prince Kan'in Naruhito en 1842 mais est ressuscitée par l'empereur Meiji qui confère le titre au prince Kotohito, 16e fils du prince Fushimi Kuniie (de l'une des autres maisons shinnōke). 
La lignée s'éteint cependant de nouveau après la mort de son fils, Kan'in Sumihito (anciennement Kan'in-no-miya Haruhito shinnō), en 1988.
|   | Nom                                               | Année de naissance | Année de succession | Retraite en | Mort |
| - | ------------------------------------------------- | ------------------ | ------------------- | ----------- | ---- |
| 1 | Kan'in-no-miya Naohito shinnō (閑院宮 直仁親王)   | 1704               | 1718                | .           | 1753 |
| 2 | Kan'in-no-miya Sukehito shinnō (閑院宮 典仁親王)  | 1733               | 1753                | .           | 1794 |
| 3 | Kan'in-no-miya Haruhito shinnō (閑院宮 美仁親王)  | 1768               | 1794                | .           | 1818 |
| 4 | Kan'in-no-miya Tatsuhito shinnō (閑院宮 孝仁親王) | 1792               | 1818                | .           | 1824 |
| 5 | Prince Kan'in Naruhito (閑院宮 愛仁親王)          | 1818               | 1828                | .           | 1842 |
| 6 | Kan'in-no-miya Kotohito shinnō (閑院宮 載仁親王)  | 1865               | 1872                | .           | 1945 |
| 7 | Prince Kan'in Haruhito (閑院宮 春仁親王)          | 1902               | 1945                | 1947        | 1988 |

## Source de la traduction
- (en) Cet article est partiellement ou en totalité issu de l’article de Wikipédia en anglais intitulé « Kan'in-no-miya » (voir la liste des auteurs).